# Kaparowce
Kaparowce (Capparales Hutch.) – rząd roślin wyróżniany w licznych XX-wiecznych systemach klasyfikacyjnych okrytonasiennych (np. w Cronquista z 1981, Reveala z lat 1993–1999). W systemach APG, w tym ostatnim z 2009, rośliny tu klasyfikowane włączane są do rzędu kapustowców (Brassicales). 

## Charakterystyka
KwiatySą przeważnie czterokrotne, słupek jest górny.
Charakterystyczną cechą tego rzędu jest wytwarzanie olejków gorczycznych oraz enzymu myrozynazy, który rozkłada te olejki.

## Systematyka
Pozycja i podział według Reveala (1994-1999)
Gromada okrytonasienne (Magnoliophyta Cronquist), podgromada Magnoliophytina Frohne & U. Jensen ex Reveal, klasa Rosopsida Batsch, podklasa Dilleniidae Takht. ex Reveal & Tahkt. pub. 1993, nadrząd Capparanae Reveal, rząd Capparales Hutch.
- Podrząd: Capparineae Engl. Syllabus,ed.2:121 1898
  - Rodzina: Brassicaceae Burnett Outl.Bot.:854,1093,1123 1835 nom.cons. – kapustowate, krzyżowe
  - Rodzina: Capparaceae Juss. Gen.Pl.:242 1789 – kaparowate
  - Rodzina: Koeberliniaceae Engl.in Engl.& Prantl Nat.Pflanzenfam.,III,6:319 1895 nom.cons.
  - Rodzina: Pentadiplandraceae Hutch.& Dalziel Fl.W.Trop.Afr.1:461 1928
  - Rodzina: Tovariaceae Pax in Engl.& Prantl Nat.Pflanzenfam.,III,2:207 1891 nom.cons.
- Podrząd: Resedineae Engl. Syllabus,ed.2:123 1898
  - Rodzina: Resedaceae DC.ex Gray Nat.Arr.Brit.Pl.2:622,665 1821 nom. cons. – rezedowate